# Ogon łoża
Ogon łoża – część działa.
W dziale jest to wydłużona część dolnego łoża, na końcu którego mamy lemiesz oraz płytę oporową. Ten element działa ma zastosowanie do jego umocowania w podłożu podczas strzelania, a także w celu jego połączenia z ciągnikiem lub przodkiem podczas jazdy. Większość dział polowych wyposażone jest w łoża dwuogonowe.